# Le Bar-sur-Loup
Le Bar-sur-Loup (Albarno in italiano desueto) è un comune francese di 2 853 abitanti situato nel dipartimento delle Alpi Marittime della regione della Provenza-Alpi-Costa Azzurra.

## Società

### Evoluzione demografica
Abitanti censiti